# Ballystrudder
Ballystrudder is een plaats in het Noord-Ierse County Antrim. Ballystrudder telt 771 inwoners. Van de bevolking is 90,8% protestant en 3,6% katholiek.